# Норт-Ярмаут (Мен)
Норт-Ярмаут (англ. North Yarmouth) — місто (англ. town) в США, в окрузі Камберленд штату Мен. Населення — 4072 особи (2020).

## Демографія
Згідно з переписом 2010 року, у місті мешкало 3565 осіб у 1297 домогосподарствах у складі 1036 родин. Було 1354 помешкання
Расовий склад населення:
| - 97,4 % — білих - 1,0 % — азіатів - 0,2 % — чорних або афроамериканців - 0,1 % — корінних американців |

До двох чи більше рас належало 1,1 %. Частка іспаномовних становила 0,9 % від усіх жителів.
За віковим діапазоном населення розподілялося таким чином: 26,6 % — особи молодші 18 років, 63,0 % — особи у віці 18—64 років, 10,4 % — особи у віці 65 років та старші. Медіана віку мешканця становила 42,5 року. На 100 осіб жіночої статі у місті припадало 94,0 чоловіків;  на 100 жінок у віці від 18 років та старших — 93,8 чоловіків також старших 18 років.
Середній дохід на одне домашнє господарство  становив 116 930 доларів США (медіана — 93 961), а середній дохід на одну сім'ю — 132 306 доларів (медіана — 116 083). Медіана доходів становила 67 531 долар для чоловіків та 60 833 долари для жінок. За межею бідності перебувало 3,8 % осіб, у тому числі 4,3 % дітей у віці до 18 років та 4,8 % осіб у віці 65 років та старших.
Цивільне працевлаштоване населення становило 2181 особа. Основні галузі зайнятості: освіта, охорона здоров'я та соціальна допомога — 27,3 %, роздрібна торгівля — 12,9 %, науковці, спеціалісти, менеджери — 12,9 %.